# The Biggest Loser
Потерявший больше всех (англ. The Biggest Loser) — телевизионное реалити-шоу, транслирующееся более чем в 90 странах и снимающееся в 25 странах (США, Австралия, Бразилия, Германия, Венгрия, Индия, Россия, Украина и др.). Оно показывает людей с избыточным весом, которые пытаются похудеть за денежный приз.
Российский вариант шоу под названием "Взвешенные люди" выходит на канале СТС.

## Формат передачи
Несколько людей, страдающих ожирением пытаются похудеть и выиграть денежный приз.
В начале каждого сезона участники делятся на команды. С каждой командой работает личный тренер. Тренеры учат участников правильно питаться, считать калории и тренируют их. Но только от участников зависит, как они занимаются и чем питаются в отсутствии тренеров.
В начале сезона каждого участника взвешивают.
Каждую неделю проходит контрольное взвешивание. Сброшенные килограммы которое затем переводится в проценты. Команда, которая в процентном количестве потеряла меньше, должна выбрать одного своего участника, который покинет шоу.
Когда количество участников уменьшается, команды расформировываются. Каждый начинает бороться за себя, продолжая работать с личным тренером. Каждую неделю проходят взвешивания и двое участников, потерявших меньше всех, номинируются на уход из шоу.
Дошедший до финала объявляется победителем, если он к завершающей передаче похудел больше остальных финалистов.
Среди участников, дошедших до финала, разыгрывается денежный приз. Его получает тот, кто в итоге потерял больше всех.
Схема серии такова: искушение, состязание, последняя тренировка, взвешивание и голосование.

## Ведущие и тренеры
| Ведущие      | Сезоны Тhe Вiggest Loser | Сезоны Тhe Вiggest Loser | Сезоны Тhe Вiggest Loser | Сезоны Тhe Вiggest Loser | Сезоны Тhe Вiggest Loser | Сезоны Тhe Вiggest Loser | Сезоны Тhe Вiggest Loser | Сезоны Тhe Вiggest Loser | Сезоны Тhe Вiggest Loser | Сезоны Тhe Вiggest Loser | Сезоны Тhe Вiggest Loser | Сезоны Тhe Вiggest Loser | Сезоны Тhe Вiggest Loser | Сезоны Тhe Вiggest Loser | Сезоны Тhe Вiggest Loser | Сезоны Тhe Вiggest Loser | Сезоны Тhe Вiggest Loser |
| Ведущие      | 1 (2004)                 | 2 (2005)                 | 3 (2006)                 | 4 (2007)                 | 5 (2008)                 | 6 (2008)                 | 7 (2009)                 | 8 (2009)                 | 9 (2010)                 | 10 (2010)                | 11 (2011)                | 12 (2011)                | 13 (2012)                | 14 (2013)                | 15 (2014)                | 16 (2015)                | 17 (2016)                |
| ------------ | ------------------------ | ------------------------ | ------------------------ | ------------------------ | ------------------------ | ------------------------ | ------------------------ | ------------------------ | ------------------------ | ------------------------ | ------------------------ | ------------------------ | ------------------------ | ------------------------ | ------------------------ | ------------------------ | ------------------------ |
| Кэролайн Ри  | Ведущая                  | Ведущая                  | Ведущая                  |                          |                          |                          |                          |                          |                          |                          |                          |                          |                          |                          |                          |                          |                          |
| Элисон Суини |                          |                          |                          | Ведущая                  | Ведущая                  | Ведущая                  | Ведущая                  | Ведущая                  | Ведущая                  | Ведущая                  | Ведущая                  | Ведущая                  | Ведущая                  | Ведущая                  | Ведущая                  | Ведущая                  |                          |
| Боб Харпер   |                          |                          |                          |                          |                          |                          |                          |                          |                          |                          |                          |                          |                          |                          |                          |                          | Ведущий                  |

| Тренеры            | Сезоны Тhe Вiggest Loser | Сезоны Тhe Вiggest Loser | Сезоны Тhe Вiggest Loser | Сезоны Тhe Вiggest Loser | Сезоны Тhe Вiggest Loser | Сезоны Тhe Вiggest Loser | Сезоны Тhe Вiggest Loser | Сезоны Тhe Вiggest Loser | Сезоны Тhe Вiggest Loser | Сезоны Тhe Вiggest Loser | Сезоны Тhe Вiggest Loser | Сезоны Тhe Вiggest Loser | Сезоны Тhe Вiggest Loser | Сезоны Тhe Вiggest Loser | Сезоны Тhe Вiggest Loser | Сезоны Тhe Вiggest Loser | Сезоны Тhe Вiggest Loser |
| Тренеры            | 1 (2004)                 | 2 (2005)                 | 3 (2006)                 | 4 (2007)                 | 5 (2008)                 | 6 (2008)                 | 7 (2009)                 | 8 (2009)                 | 9 (2010)                 | 10 (2010)                | 11 (2011)                | 12 (2011)                | 13 (2012)                | 14 (2013)                | 15 (2014)                | 16 (2015)                | 17 (2016)                |
| ------------------ | ------------------------ | ------------------------ | ------------------------ | ------------------------ | ------------------------ | ------------------------ | ------------------------ | ------------------------ | ------------------------ | ------------------------ | ------------------------ | ------------------------ | ------------------------ | ------------------------ | ------------------------ | ------------------------ | ------------------------ |
| Боб Харпер         | Тренер                   | Тренер                   | Тренер                   | Тренер                   | Тренер                   | Тренер                   | Тренер                   | Тренер                   | Тренер                   | Тренер                   | Тренер                   | Тренер                   | Тренер                   | Тренер                   | Тренер                   | Тренер                   |                          |
| Джиллиан Майклс    | Тренер                   | Тренер                   |                          | Тренер                   | Тренер                   | Тренер                   | Тренер                   | Тренер                   | Тренер                   | Тренер                   | Тренер                   |                          |                          | Тренер                   | Тренер                   |                          |                          |
| Ким Лмон           |                          |                          | Тренер                   | Тренер                   |                          |                          |                          |                          |                          |                          |                          |                          |                          |                          |                          |                          |                          |
| Бретт Хебель       |                          |                          |                          |                          |                          |                          |                          |                          |                          |                          | Тренер                   |                          |                          |                          |                          |                          |                          |
| Кара Карстоунева   |                          |                          |                          |                          |                          |                          |                          |                          |                          |                          | Тренер                   |                          |                          |                          |                          |                          |                          |
| Анна Курникова     |                          |                          |                          |                          |                          |                          |                          |                          |                          |                          |                          | Тренер                   |                          |                          |                          |                          |                          |
| Дольвет Айва       |                          |                          |                          |                          |                          |                          |                          |                          |                          |                          |                          | Тренер                   | Тренер                   | Тренер                   | Тренер                   | Тренер                   | Тренер                   |
| Джесси Павлека     |                          |                          |                          |                          |                          |                          |                          |                          |                          |                          |                          |                          |                          |                          |                          | Тренер                   |                          |
| Джинифер Видерстом |                          |                          |                          |                          |                          |                          |                          |                          |                          |                          |                          |                          |                          |                          |                          | Тренер                   | Тренер                   |

## Перевод названия
Шоу «Biggest Loser» было переведено как «Потерявший больше всех» и показано на телеканале «Живи». На самом деле имеет место игра слов: «loser» переводится как «неудачник», «to lose» как «скидывать (вес)», поэтому «Biggest Loser» можно перевести как «Полнейший неудачник» (однако в этом случае будет искажён смысл фразы и суть шоу, поскольку победителя, «потерявшего больше всех», едва ли можно назвать «неудачником»).